# صامويل غوتليب جملين
صامويل غوتليب جملين (بالألمانية: Samuel Gottlieb Gmelin)‏ (و. 1744 – 1774 م) هو مستكشف، وسرخسياتي، وعالم طيور، وعالم نبات، وطبيب من الإمبراطورية الرومانية المقدسة . ولد في توبنغن .
وكان عضو في الأكاديمية الروسية للعلوم، وأكاديمية سانت بطرسبرغ للعلوم .

## التعليم
تعلم في جامعة توبنغن.